# Stadion Miasta Mysłowic
Stadion Miasta Mysłowic – nieistniejący już stadion żużlowy w Mysłowicach (w dzielnicy Słupna), w Polsce.

## Historia
Inicjatywę budowy toru podjął w 1929 roku Śląski Klub Motorowy. Obiekt powstał na 120-morgowym terenie należącym do szlacheckiej rodziny Laryszów, a następnie Sułkowskich z Bielska-Białej. Tor planowano jako część większego kompleksu sportowego, na który miały się jeszcze składać m.in. dwie pływalnie, boiska i betonowy tor kolarski. Ostatecznie inwestycji tych jednak nie zrealizowano i powstał jedynie tor żużlowy. Pierwsze zawody rozegrano na obiekcie 13 października 1930 roku. Tor miał dosyć duże rozmiary – 800 m długości i 40 m szerokości. Był to pierwszy w Polsce obiekt przeznaczony wyłącznie do rozgrywania zawodów żużlowych. 31 maja 1931 roku odbywające się na stadionie zawody obejrzało 25 000 widzów, co stanowi rekord frekwencji tego obiektu. W latach 1932 i 1933 na torze rozegrano dwie pierwsze edycje indywidualnych mistrzostw Polski. W 1933 roku wybuchła jednak afera związana z zaproszeniem na jedne z zawodów zawodników niemieckich, wbrew zakazowi Śląskiego Okręgu Związku Motocyklowego. Sekcja motorowa z Mysłowic została w efekcie zawieszona i nie było już komu organizować zawodów na mysłowickim torze, w związku z czym nastąpił kres rozgrywek żużlowych w Mysłowicach. Obecnie w miejscu dawnego toru znajduje się parking przed kąpieliskiem i Centralnym Muzeum Pożarnictwa.